# Гордеев, Владимир Петрович
Владимир Петрович Гордеев (1917—1988) — старший сержант Рабоче-крестьянской Красной Армии, участник советско-финской и Великой Отечественной войны, Герой Советского Союза (1945).

## Биография
Владимир Гордеев родился 15 декабря 1917 года в селе Урусово (ныне — Ртищевский район Саратовской области). Получил начальное образование, работал трактористом и комбайнёром в колхозе. В 1938 году Гордеев был призван на службу в Рабоче-крестьянскую Красную Армию. Принимал участие в советско-финской войне, затем в Великой Отечественной войне. Воевал в составе Пинской военной флотилии, на 3-м Украинском, 1-м Прибалтийском и 3-м Белорусском фронтах. Участвовал в оборонительных сражениях в начале Великой Отечественной войны, освобождении Украинской ССР, Крыма. В боях пять раз был тяжело ранен. К апрелю 1945 года гвардии старший сержант Владимир Гордеев командовал стрелковым отделением 245-го гвардейского стрелкового полка 84-й гвардейской стрелковой дивизии 11-й гвардейской армии 3-го Белорусского фронта. Отличился во время боёв в Восточной Пруссии.
24 апреля 1945 года Гордеев со своим отделением первым ворвался в населённый пункт Нойхойзер, который прикрывал подступы к крепости Пиллау. В уличных боях отделение уничтожило 20 снайперов и взяло в плен 30 вражеских солдат и офицеров. Утром 25 апреля отделение Гордеева одним из первых ворвалось на северную окраину Пиллау и приняло активное участие в очистке города от противника. Когда отделение подверглось пулемётному обстрелу из бункера, Гордеев, подобравшись к нему, закрыл бетонными плитами амбразуру, лишив тем самым пулемётчиков возможности вести огонь. Гарнизон бункера сдался в плен.
Указом Президиума Верховного Совета СССР от 29 июня 1945 года за «отвагу и мужество, проявленные в бою за овладение городом и крепостью Пиллау» гвардии старший сержант Владимир Гордеев был удостоен высокого звания Героя Советского Союза с вручением ордена Ленина и медали «Золотая Звезда» за номером 9121.
После окончания войны Гордеев вернулся в родное село, где работал комбайнёром. В 1950 году за трудовые заслуги награждён медалью «За трудовую доблесть». Умер 21 июня 1988 года, похоронен в селе Урусово.